# ニュームーン/トワイライト・サーガ
『ニュームーン/トワイライト・サーガ』（原題: The Twilight Saga: New Moon）は、2009年のアメリカ映画。ステファニー・メイヤーの小説『トワイライト』の第二期シリーズ『New Moon』を原作としており、2008年の映画『トワイライト〜初恋〜』の続編でもある。

## ストーリー
雨と霧の街、フォークスに引っ越してきた転校生のベラは、美しいクラスメイト・エドワードと恋に落ちる。だが彼は100年以上も生き続けてきたヴァンパイアだった。彼の正体を知っても恋心を止められないベラは、エドワードとともに生きる為、自らもエドワードと同じ運命を背負うべく、ヴァンパイアになりたいと思い始めた。ある日のこと、彼女は18歳の誕生日を迎えた。だが誕生日にもらった箱を開けようとしたその時血が流れ、それを見たジャスパーは襲いかかった。そして、エドワードは自分といるとベラにつらい思いをさせると思い、彼女に別れを告げ行方をくらませてしまう。突然最愛の人を失い生気を失ってしまったベラ。そんな彼女の心を開き、また笑顔を引き出したのは幼なじみのジェイコブだった。が、ジェイコブもある理由でベラから距離を置くようになった。その理由を探るため、ベラはジェイコブに接触を図る。ジェイコブがベラの前から去った理由はサム・ウーレイと、キラユーテ族の歴史が関わっていた。

## キャスト
| 役名                 | 俳優                             | 日本語吹替                 | 日本語吹替                                                     |
| 役名                 | 俳優                             | ソフト版                   | 日本テレビ版                                                   |
| -------------------- | -------------------------------- | -------------------------- | -------------------------------------------------------------- |
| ベラ・スワン         | クリステン・スチュワート         | 木下紗華                   | 桐谷美玲                                                       |
| エドワード・カレン   | ロバート・パティンソン           | 櫻井孝宏                   | ウエンツ瑛士                                                   |
| ジェイコブ・ブラック | テイラー・ロートナー             | 細谷佳正                   | 小野塚貴志                                                     |
| チャーリー・スワン   | ビリー・バーク                   | 田中正彦                   | 岩崎ひろし                                                     |
| カーライル・カレン   | ピーター・ファシネリ             | 井上倫宏                   | 森田順平                                                       |
| エズミ・カレン       | エリザベス・リーサー             | 林佳代子                   | 中村綾                                                         |
| アリス・カレン       | アシュリー・グリーン             | 中司ゆう花                 | 小島幸子                                                       |
| ジャスパー・ヘイル   | ジャクソン・ラスボーン           | 中川慶一                   | 野島健児                                                       |
| ロザリー・ヘイル     | ニッキー・リード                 | 樋口あかり                 | 弓場沙織                                                       |
| エメット・カレン     | ケラン・ラッツ                   | 青木強                     | 茶花健太                                                       |
| ジェシカ・スタンリー | アナ・ケンドリック               | 斉藤梨絵                   |                                                                |
| ヴィクトリア         | レイチェル・レフィブレ           | 甲斐田裕子                 | 松谷彼哉                                                       |
| ローラン             | エディ・ガテギ                   | 楠大典                     | 志村知幸                                                       |
| アロ                 | マイケル・シーン                 | 家中宏                     | 家中宏                                                         |
| ジェーン             | ダコタ・ファニング               | うえだ星子                 | 佐古真弓                                                       |
| カイウス             | ジェイミー・キャンベル・バウアー | 小松史法                   | 野島健児                                                       |
| マーカス             | クリストファー・ハイアーダール   | 金尾哲夫                   | 巻島康一                                                       |
| アレック             | キャメロン・ブライト             | 佐藤拓也                   | 阪口周平                                                       |
| サム・ウーレイ       | チャスク・スペンサー             | 小松史法                   | 坂詰貴之                                                       |
| ポール               | アレックス・メラズ               | 中川慶一                   | 藤井啓輔                                                       |
| ジャレッド           | ブロンソン・ペルティエ           | 深津智義                   | 野島健児                                                       |
| エンブリー・コール   | キオワ・ゴードン                 | 佐藤拓也                   | 茶花健太                                                       |
| ビリー・ブラック     | ギル・バーミンガム               | 谷昌樹                     |                                                                |
| その他               |                                  | 井田国男 高岡瓶々 永吉ユカ | 津田英三 林一夫 加藤優子 坂詰貴之 落合るみ 川中子雅人 花輪英司 |
| 日本語版制作スタッフ |                                  |                            |                                                                |
| 演出                 |                                  | 安江誠                     | 岩田敦彦                                                       |
| 翻訳                 |                                  | 松崎広幸                   | 松崎広幸                                                       |
| 脚色                 |                                  |                            | 渡辺千穂                                                       |
| 調整                 |                                  |                            | 長井利親                                                       |
| 効果                 |                                  |                            | リレーション                                                   |
| 編集・録音           |                                  |                            | ブロードメディア                                               |
| 担当                 |                                  |                            | 佐藤陽子 坂田守                                                |
| 広報                 |                                  |                            | 河本香織                                                       |
| デスク               |                                  |                            | 小川みゆき                                                     |
| プロデューサー補     |                                  |                            | 野地玲子 村田摩耶                                              |
| プロデューサー       |                                  | 大畠康裕                   | 明比雪 西憲彦 稲毛弘之                                         |
| チーフプロデューサー |                                  |                            | 前田伸一郎                                                     |
| 制作                 |                                  | グロービジョン             | ブロードメディア                                               |
| 初回放送             |                                  |                            | 2010年11月12日 『金曜ロードショー』 21:00-23:24                |

## サウンドトラック
1. ミート・ミー・オン・ジ・エクイノックス - デス・キャブ・フォー・キューティー
2. フレンズ - バンド・オブ・スカルズ
3. ヒアリング・ダメージ - トム・ヨーク
4. ポシビリティ - リッキ・リー
5. ア・ホワイト・デーモン・ラヴ・ソング - ザ・キラーズ
6. サテライト・ハート - アンヤ・マリーナ
7. アイ・ビロング・トゥ・ユー(ニュー・ムーン・リミックス) - ミューズ
8. ロズリン - ボン・アイヴァー&セイント・ヴィンセント
9. ダン・オール・ロング - ブラック・レベル・モーターサイクル・クラブ
10. モンスターズ - ハリケーン・ベルズ
11. ザ・ヴァイオレット・アワー - シー・ウルフ
12. シューティング・ザ・ムーン - オーケー・ゴー
13. スロー・ライフ - グリズリー・ベア
14. ノー・サウンド・バット・ザ・ウィンド - エディターズ
15. ニュー・ムーン(ザ・メドウ) - アレクサンドル・デプラ

日本版のボーナストラック
1. Destiny - 加藤ミリヤ

## 評価

### 興行収入
北アメリカでは4024館で公開され、1億4284万ドル（約128.5億円）を記録し初登場1位を記録。この数字は『ダークナイト』、『スパイダーマン3』に次ぐ歴代3位のオープニング成績となった。
日本では初登場6位を記録。

### 受賞/ノミネート
受賞はしていないが、第30回ゴールデンラズベリー賞にワースト脚本賞、ワーストリメイク・続編賞、ワースト助演男優賞、ワースト・スクリーン・カップル賞にノミネートされた。

MTVムービー・アワード2010では、作品賞、男優賞（ロバート・パティンソン）、女優賞（クリステン・スチュワート）、キス・シーン賞（クリステン・スチュワート&ロバート・パティンソン）・グローバル・スーパースター賞（ロバート・パティンソン）を受賞した。グローバル・スーパースター賞では、クリステン・スチュワートとテイラー・ロートナーもノミネートされた。